# Code Delaleu

Le Code Delaleu,, également appelé Code jaune,, officiellement Code des îles de France et de Bourbon,,, est un code juridique publié en 1777 à l'île de France et détaillant le régime régissant la vie des esclaves dans l'archipel des Mascareignes, alors entièrement français. Rédigé par Jean Baptiste Étienne Delaleu, « conseiller au conseil supérieur de l'île de France et procureur au tribunal terrier de la même île », il fut imprimé par l'Imprimerie royale de l'île de France en deux volumes de respectivement 387 et 144 pages, le premier consacré à l'île de France et le second à l'île Bourbon.
Chacun des deux volumes du code était divisé en huit chapitres traitant respectivement de l'administration générale, de l'église, du domaine militaire, des finances, du commerce, de la marine, de la justice et de la police. Ce faisant, en matière d'esclavage, le code remettait à jour les Lettres patentes de 1723, elles-mêmes une transposition dans la région du Code noir antillais, et il fut par la suite réactualisé par le code Decaen publié en 1804 par Charles Mathieu Isidore Decaen, alors gouverneur général des Mascareignes.
En 1786, le roi de France récompensa l'auteur, pour son ouvrage, d'une pension de 1 000 livres. Enrichi de trois suppléments en 1783, 1787 et 1788, le Code Delaleu connut une réédition en 1826.